# Grand Prix de la Saint-Louis

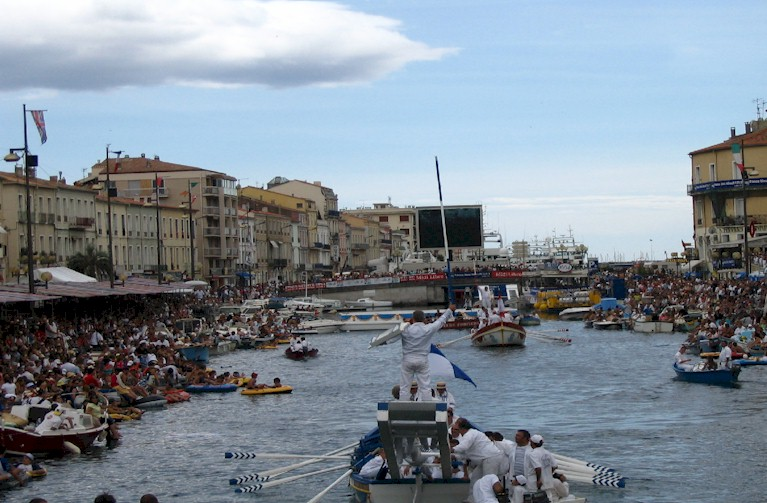
Grand Prix de la Saint-Louis

Le Grand Prix de la Saint-Louis est une compétition de joute nautique de méthode languedocienne qui se tient chaque année à Sète (Hérault) depuis 1743. Les premières joutes nautiques à Sète datent du 29 juillet 1666 à l’occasion de l’inauguration du port. La 278e édition de cette épreuve s'est tenue du 18 au 23 août 2022.
Le tournoi de joutes de la Saint-Louis est la compétition la plus importante de sa discipline, une sorte de championnat du monde non officiel. Il se tient fin août le long du canal royal sur six jours. Chaque année, le vainqueur reçoit un pavois décoré par un artiste de la région sélectionné après un concours. Le lundi de la Saint-Louis a lieu le tournoi régional des lourds et la remise du pavois. Ce lundi de la Saint-Louis était traditionnellement férié à Sète. Le mardi est réservé au programme de clôture.

## Histoire
La ville de Sète organise depuis sa création des fêtes en l'honneur de son saint patron, Saint-Louis . A cette occasion ont lieu des tournois de joutes qui opposaient initialement la barque des mariés à celle de la jeunesse. La victoire était alors collective.
Le 24 août 1747, à la veille du tournoi de joutes nautiques donné à Sète à l’occasion de la fête de la Saint-Louis, on débat de la mise en place d’un règlement afin « d’éviter les différends trop nombreux entre les jouteurs ».
La Révolution Française marque une pause dans l'organisation des festivités de la Saint-Louis qui ne reprennent qu'en 1795. La victoire du tournoi devient dès lors individuelle.
Parmi les grands jouteurs du passé, il convient de citer Louis Vaillé, dit le Mouton (dix victoires à la Saint-Louis) et Barthélémy-Louis Aubenque, dit « le Terrible », qui selon la légende, en 1749, ayant battu tous ses adversaires défia un pont.
A partir de 1891, le grand tournoi du lundi, dit des Lourds, est ouvert aux jouteurs des autres villes, faisant du Grand Prix de la Saint-Louis un tournoi régional.
Sur l'un des pavois exposés au musée Paul-Valéry à Sète figure les noms des vainqueurs du « grand prix de la Saint-Louis » de 1846 à 1913.
Les deux barques portent traditionnellement les noms de deux quartiers de pêcheurs de Sète, qui se lançaient autrefois des défis. La barque bleue est appelée : « lo Quartier Naut » (le Quartier Haut) pour les pêcheurs en mer ; la barque rouge porte le nom de « la Poncha » (la Pointe Courte) pour les pêcheurs de l'étang de Thau. Cette opposition prend la suite de celle de la jeunesse contre les mariés dans la seconde moitié du XIXe siècle.

## Galerie de photos

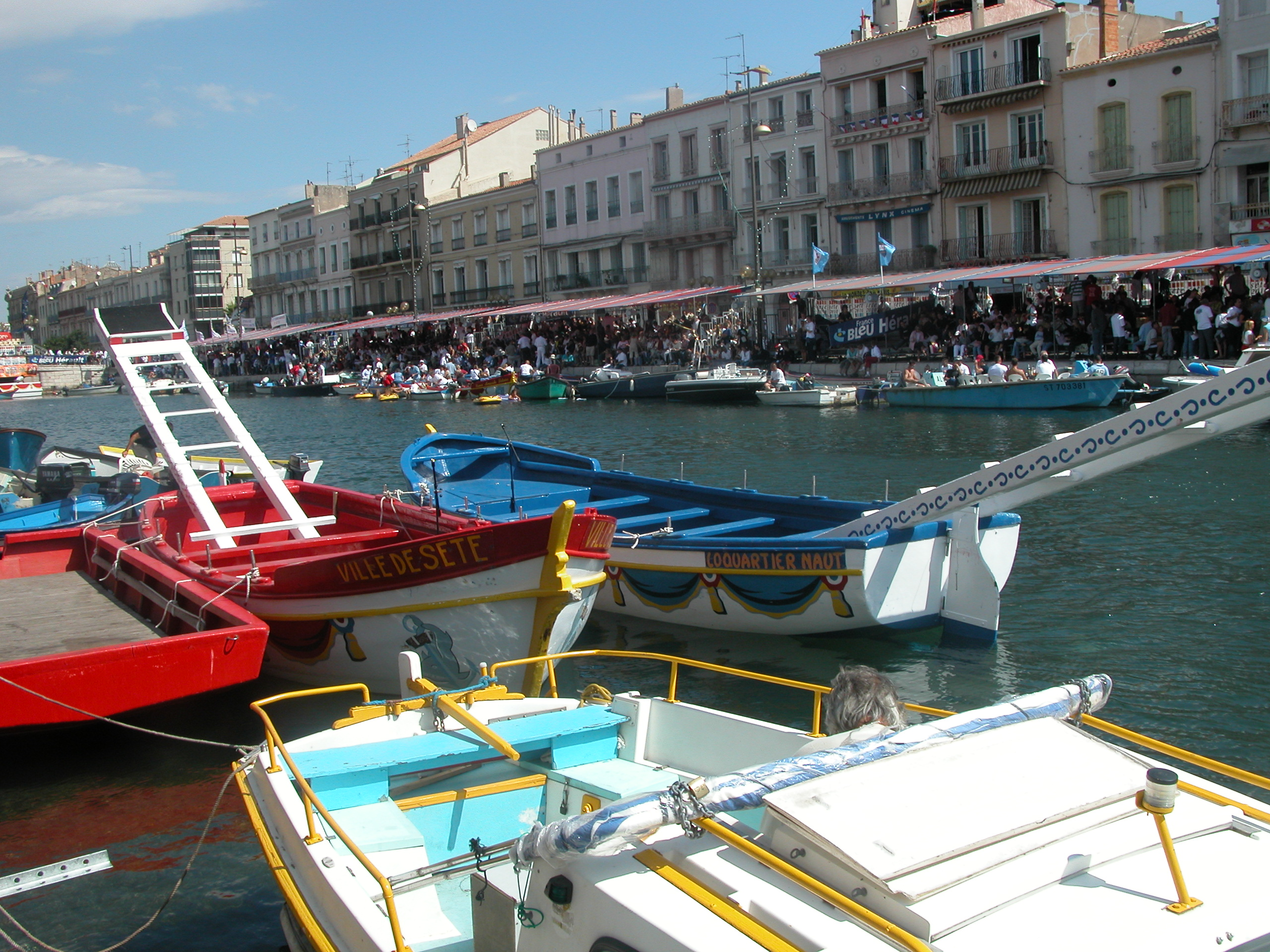
Barques de joutes à Sète en 2005
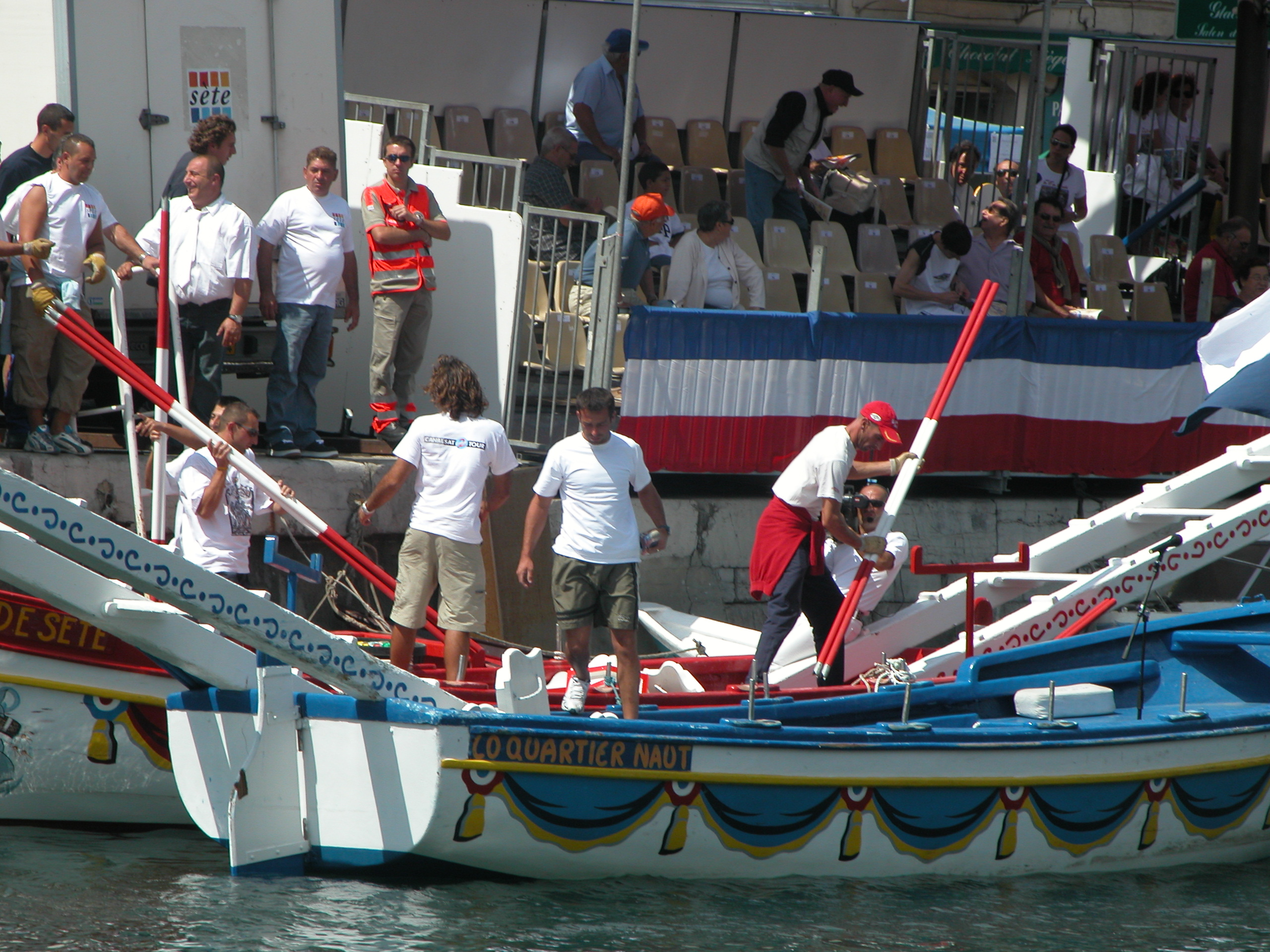
Chargement des lances sur la barque rouge - Saint Louis 2005 à Sète
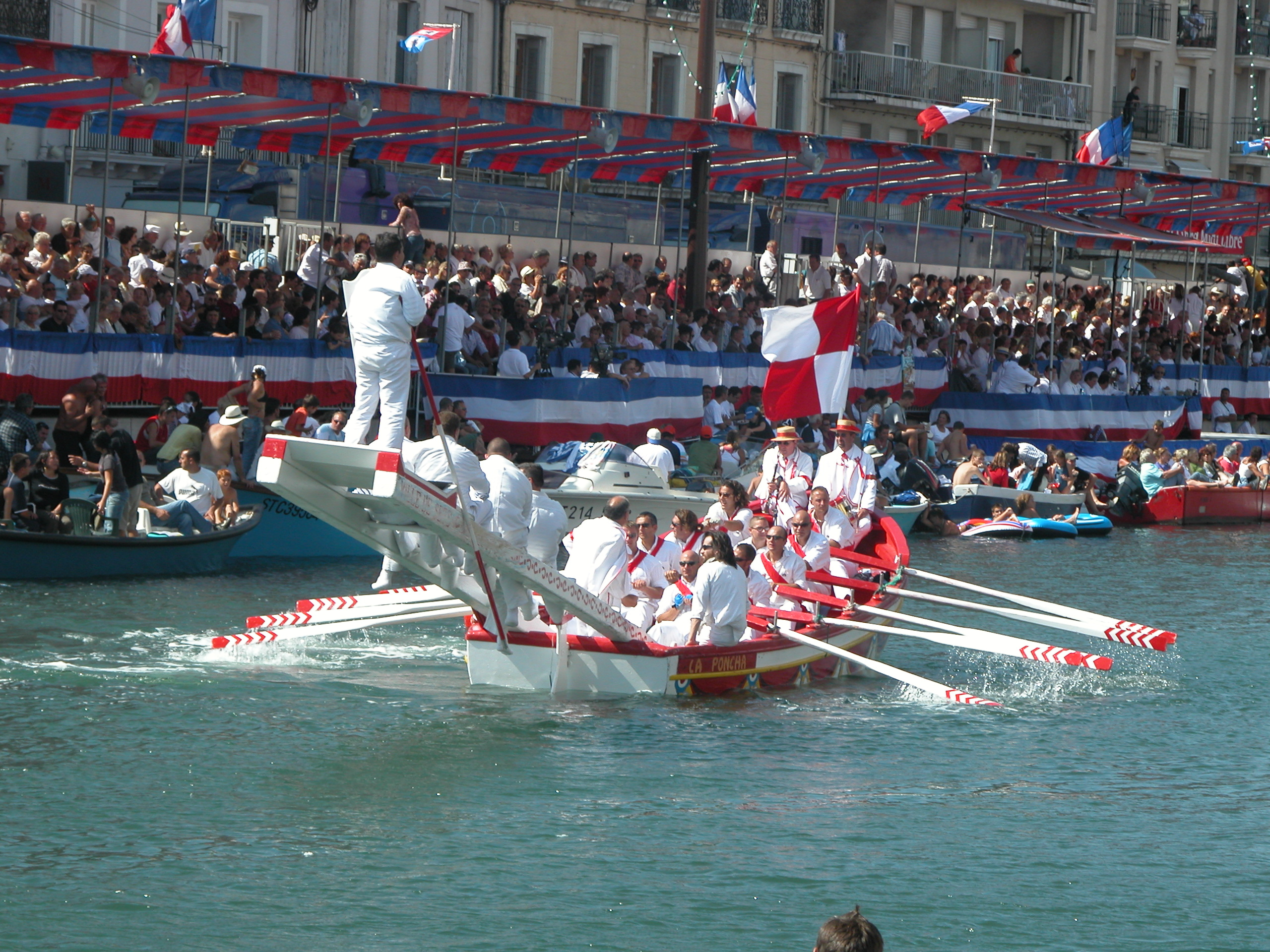
Joutes de la Saint-Louis à Sète en 2005 (la barque rouge)
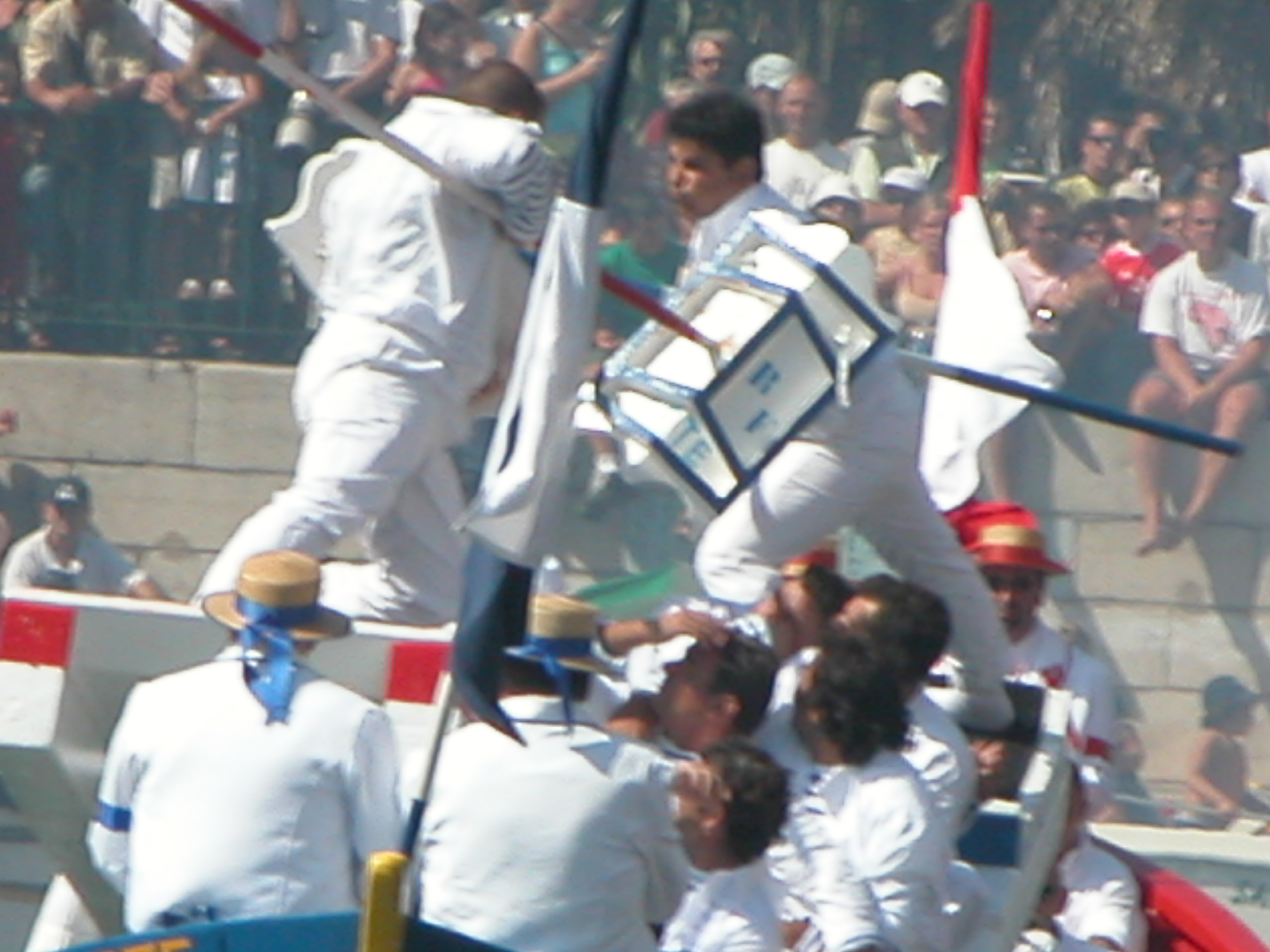
Assaut lors des Joutes de la Saint-Louis à Sète en 2005
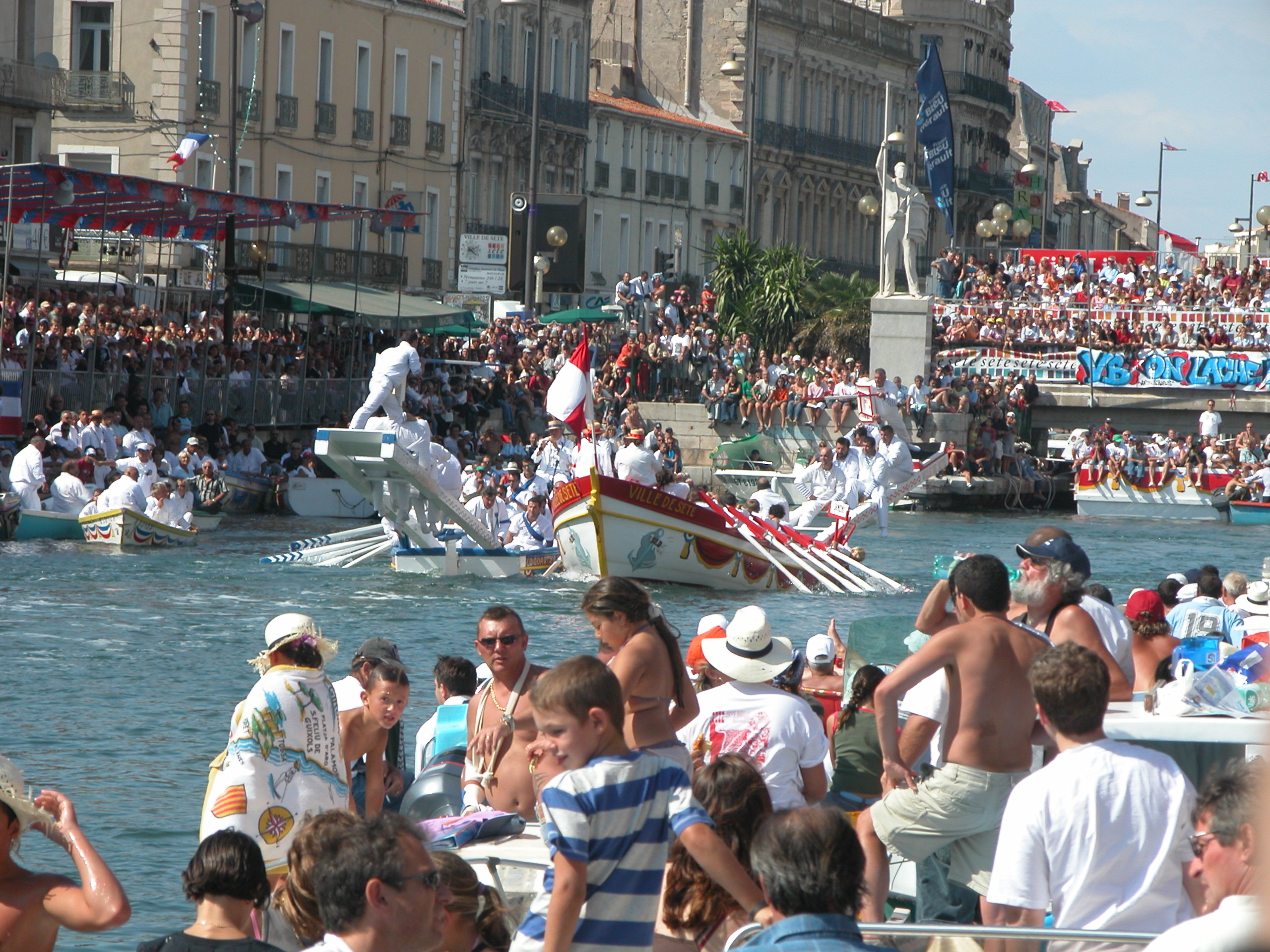
Vue générale des Joutes de la Saint-Louis à Sète en 2005
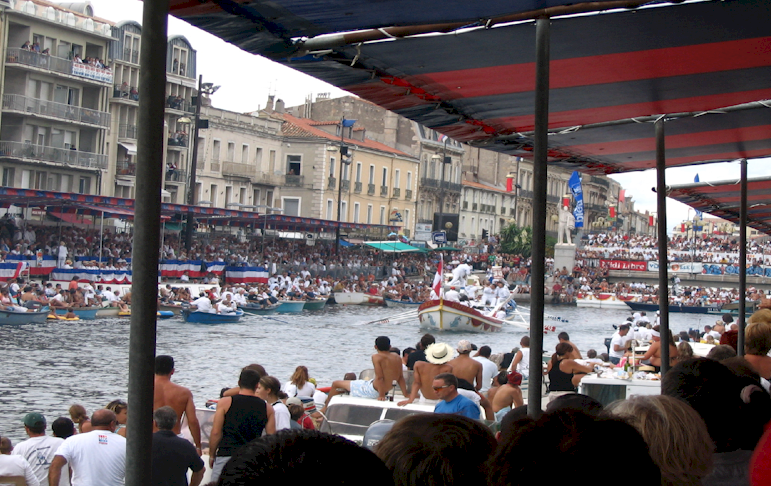
Vue générale des Joutes de la Saint-Louis à Sète en 2006

## Palmarès

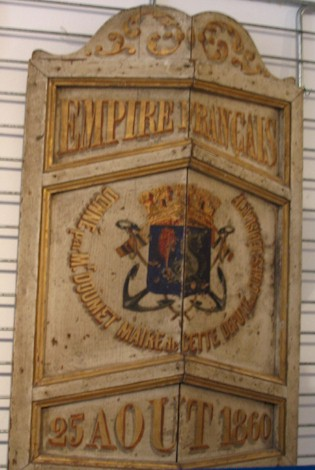
Pavois de joutes de 1860

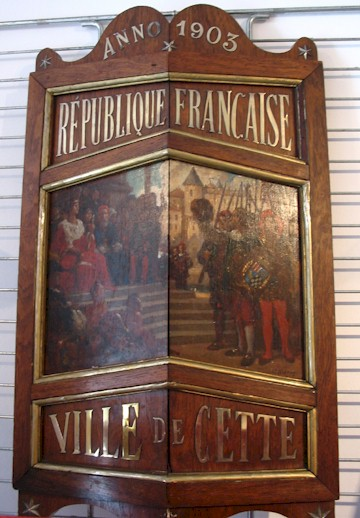
Pavois de joutes de 1903

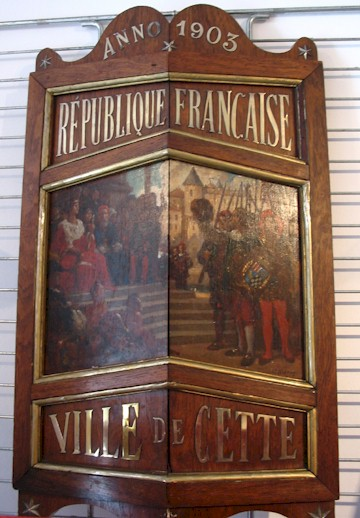
Pavois de joutes de 1903

| - 1743-1845 : (à compléter) - 1846 : Audibert (dit l'esperança) - 1847 : Audibert (dit l'esperança) - 1848 : Audibert (dit l'esperança) - 1849 : Audibert (dit l'esperança) - 1850 : Noël Mazel - 1851 : Audibert (dit l'esperança) - 1852 : Audibert (dit l'esperança) - 1853 : Audibert (dit l'esperança) - 1854 : Noël Mazel - 1855 : Grand (dit lou maten) - 1856 : Marques (dit lou Grand Tambour) - 1857 : Audibert (dit l'esperança) - 1858 : Martin (dit lou Gauche) - 1859 : Martin (dit lou Gauche) - 1860 : Martin (dit lou Gauche) et Marques (dit lou Grand Tambour) (ex æquo) - 1861 : Martin (dit lou Gauche) - 1862 : Martin (dit lou Gauche) - 1863 : Martin (dit lou Gauche) - 1864 : Martin (dit lou Gauche) - 1865 : Boudet (dit lou Canatare) - 1866 : Benezech (dit lou Bousigaud) - 1867 : L. Isoird (dit lou Mounard) - 1868 : Benezech (dit lou Bousigaud) - 1869 : Pascal (dit Pascalou) - 1870-1872 : pas de fête - 1873 : Martin (dit lou Gauche) - 1874 : Pascal (dit Pascalou) - 1875 : L. Isoird (dit lou Mounard) - 1876 : Pascal (dit Pascalou) - 1877 : Martin (dit lou Gauche) - 1878 : F. Mazel (dit lou matelot) - 1879 : L. Isoird (dit lou Mounard) - 1880 : T. Ane (dit la lola) - 1881 : T. Ane (dit la lola) - 1882 : J. Marques (dit lou gnetou) - 1883 : J. Sauvaire (dit lou sup) - 1884 : F. Soulayrac (dit lou borgne) - 1885 : tournoi inachevé - 1886 : Alexandre Castan - 1887 : Sauvaire (dit Papeta) - 1888 : J. Sauvaire (dit lou sup) - 1889 : B. Goudard (dit lou grand) - 1890 : A. Bascoul (dit lou mut) - 1891 : Pascal (dit Pascalou) - 1892 : F. Soulayrac (dit lou borgne) - 1893 : J. Miramond (dit lou jouine) - 1894 : B. Goudard (dit lou grand) - 1895 : B. Goudard (dit lou grand) - 1896 : J. Sauvaire (dit lou sup) - 1897 : J. Miramond (dit lou jouine) - 1898 : L. Poncet (dit lou carlos) - 1899 : B. Goudard (dit lou grand) - 1900 : J. Miramond (dit lou jouine) - 1901 : J. Marty (dit martinou) - 1902 : P. Richard (dit richardou) - 1903 : P. Portes (dit jardama) - 1904 : Louis Vaillé (dit lou mouton) - 1905 : Louis Vaillé (dit lou mouton) - 1906 : Louis Vaillé (dit lou mouton) - 1907 : Louis Vaillé (dit lou mouton) - 1908 : Louis Vaillé (dit lou mouton) - 1909 : Louis Vaillé (dit lou mouton) - 1910 : Louis Vaillé (dit lou mouton) - 1911 : Louis Vaillé (dit lou mouton) - 1912 : Auguste Langlois - 1913 : Louis Vaillé (dit lou mouton) - 1914-1918 : pas de fête (Première Guerre mondiale) - 1919 : Sauveur Liparoti (dit l'esquimau) et Molinier (Mèze) (ex æquo) - 1920 : Sauveur Liparoti (dit l'esquimau) - 1921 : Gustave Bosquère - 1922 : Sauveur Liparoti (dit l'esquimau) - 1923 : Louis Vaillé (dit lou mouton) - 1924 : Henri Arnal (dit la prestance) - 1925 : tournoi inachevé (4 concurrents restaient en lice : David, Cianni, Roux et Alexandre) - 1926 : Vincent Cianni - 1927 : Sauveur Liparoti (dit l'esquimau) - 1928 : Sauveur Liparoti (dit l'esquimau) - 1929 : Vincent Cianni - 1930 : André Balthazard (dit le barquier) - 1931 : Jean Ricard (dit lou gravat) - 1932 : Jean Carmassi (dit l'avenir) et Sauveur Liparoti (dit l'esquimau) (ex æquo) - 1933 : Vincent Cianni - 1934 : Vincent Cianni et Jean Carmassi (dit l'avenir) (ex æquo) - 1935 : Vincent Cianni - 1936 : Jean Carmassi (dit l'avenir) - 1937 : Vincent Cianni - 1938 : Jean Carmassi (dit l'avenir) |  | - 1939-1944 : pas de fête (Seconde Guerre mondiale) - 1945 : Jean Carmassi (dit l'avenir) - 1946 : Vincent Cianni - 1947 : Vincent Cianni - 1948 : Jean Carmassi (dit l'avenir) - 1949 : Germain Baltazard (Agde) - 1950 : Adrien Bernard et Antonin Giordano (ex æquo) - 1951 : Albert Lubrano - 1952 : Antonin Giordano - 1953 : Louis Rumeau - 1954 : Louis Pinel - 1955 : Maurice Merenna - 1956 : Antonin Giordano - 1957 : Antonin Giordano - 1958 : Louis Pinel et Louis Rumeau (ex æquo) - 1959 : Barthélémy Sabatier - 1960 : Jean Di Bianco et Francis De Falco (ex æquo) - 1961 : Barthélémy Sabatier - 1962 : Louis Aversa - 1963 : Mimi Castaldo (dit l'indéracinable) - 1964 : Barthélémy Sabatier - 1965 : André Marti(Frontignan) - 1966 : Mimi Castaldo (dit l'indéracinable) - 1967 : Pascal Agugliaro - 1968 : Daniel Allegreto - 1969 : Joseph Liguori - 1970 : Pascal Agugliaro - 1971 : Guy Molle - 1972 : Fernand Asensio - 1973 : Vincent Stento - 1974 : Robert Bancilhon - 1975 : Robert Bancilhon - 1976 : Paul Di Stéfano - 1977 : Jean Sanchez (Mèze) - 1978 : André Lubrano - 1979 : Hubert Montels (Agde) - 1980 : Jacques Castillazuelo - 1981 : Jacques Castillazuelo - 1982 : Georges Baëza (Mèze) - 1983 : Guy Bonnecaze (Frontignan) - 1984 : Guy Bonnecaze (Frontignan) - 1985 : Claude Massias (Frontignan) - 1986 : Alain Massias (Frontignan) - 1987 : André Lubrano - 1988 : Bernard Aprile (Palavas-les-Flots) - 1989 : Christian Caselli - 1990 : Jacques Castillazuelo (Frontignan) - 1991 : Claude Massias (Frontignan) - 1992 : Bernard Betti (Mèze) - 1993 : Claude Massias (Frontignan) - 1994 : Jacques Noguet - 1995 : Jacques Castillazuelo (Frontignan) - 1996 : Jacques Castillazuelo (Frontignan) - 1997 : Claude Massias (Frontignan) - 1998 : Olivier Soula - 1999 : Jean-Louis Montels (Agde) - 2000 : Thierry Lognos (Agde) - 2001 : Aurélien Evangélisti - 2002 : Aurélien Evangélisti et Mickael Arnau (ex æquo) - 2003 : Sébastien Abellan - 2004 : Jacques Noguet et David Monfrance (Frontignan) (ex æquo) - 2005 : Aurélien Evangélisti - 2006 : Aurélien Evangélisti et Mickael Arnau (ex æquo) - 2007 : Bernard Betti (Mèze) - 2008 : Aurélien Evangélisti - 2009 : David Aprile (Palavas-les-Flots) - 2010 : Olivier Soula - 2011 : Aurélien Evangélisti - 2012 : Aurélien Evangélisti - 2013 : David Aprile (Palavas-les-Flots) - 2014 : Benjamin Arnau - 2015 : David Aprile (Palavas-les-Flots) - 2016 : Sylvio Cuciniello (Frontignan) et David Aprile (Palavas-les-Flots) \| ex æquo - 2017 : Simon Caselli - 2018 : David Lopez (Agde) - 2019 : Sébastien Abellan (Sète) - 2020 : Annulé en raison de la pandémie du coronavirus COVID-19 - 2021 : Annulé en raison de la progression du variant Delta lié à la pandémie de covid-19 - 2022 : Benjamin Arnau - 2023 : Simon Caselli - 2024 : Jérôme Barthod (Lance Sportive Palavasienne) |